# Switching Goals
Switching Goals (Campeonas por igual en Hispanoamérica) es una película de 1999, protagonizada por las famosas gemelas Mary-Kate y Ashley Olsen y dirigida por David Steinberg.

## Sinopsis
Dos hermanas gemelas descubren que intercambiar sus lugares no es tan sencillo como imaginaban. Emma Stanton y Samantha Stanton son un par de gemelas idénticas de doce años, aunque de distinto carácter. Samantha es una amante del deporte mientras que Emma está interesada en el mundo de la moda y no comparte ninguno de los intereses de su hermana. Su padre decide entonces incluirla en el equipo de fútbol que él mismo entrena.

## Reparto
- Mary-Kate Olsen como Sam Stanton.
- Ashley Olsen como Emma Stanton.
- Kathryn Greenwood como la Dra. Denise Stanton.
- Eric Lutes como entrenador Jerry Stanton.
- Joe Grifasi como Dave.
- Trevor Blumas como Greg Jeffries.
- Keith Knight como el entrenador Willard Holmes.
- Jake LeDoux como Richie.
- Calvin Rosemond como Frankie.
- Michael Cera como Taylor.
- Robert Clark como Robert "Helmet Head".
- Brian Heighton como Jim.
- Ted Atherton como Mitch.
- Vito Rezza como Sal.
- Damir Andrei como Arden.
- Michael Lamport como Adrian.
- Jesse Farb como Oscar.
- Marcello Melecca como Danny.
- Judah Katz como Mike.
- Joseph Yawson como Sean Mark.
- Moynan King como la madre de Taylor.
- Joanna Reece como la madre de Bobby.
- Wendy Haller como profesora.
- Adrian Griffin como Árbitro.
- Alex House como Kid en arcade.
- Alexi Lalas como Él mismo.